# Bầu cử Quốc hội Bhutan 2008
Bầu cử Quốc hội được tổ chức tại Bhutan lần đầu vào này 24 tháng 3 năm 2008. Hai chính Đảng đăng ký với Uỷ ban Bầu cử để tranh cử là Đảng Hòa bình và Thịnh vượng (DPT)- hình thành do sáp nhập của Đảng Liên hiệp Nhân dân Bhutan và Đảng Toàn Dân, với Đảng Dân chủ Nhân dân (PDP).

## Hệ thống bầu cử
Bầu cử 47 ghế trong Quốc hội được lên kế hoạch tổ chức trong hai vòng: Trong vòng một, các cử tri bỏ phiếu cho một đảng. Hai đảng có tỷ lệ phiếu lớn nhất toàn quốc sẽ được đưa các ứng cử viên tranh cử tại 47 khu vực bầu cử. Tuy nhiên, do chỉ có hai chính đảng đăng ký bầu cử thành công, nên bầu cử chỉ tổ chức một vòng.

## Bối cảnh

### Bầu cử mô phỏng
Ngày 21 tháng 4 năm 2007, một cuộc bầu cử mô phỏng được tổ chức nhằm chuẩn bị tư tưởng cho cư dân Bhutan về cải biến dân chủ sắp tới. Các cuộc bầu cử được tổ chức tại tất cả 47 khu vực bầu cử, tại 869 điểm bỏ phiếu với khoảng 1.000 cử tri tại mỗi điểm. Các Đảng "tham gia" bầu cử là Đảng Druk Lam, Đảng Druk Lục, Đảng Druk Đỏ và Đảng Druk Vàng (Druk trong tiếng Dzongkha nghĩa là "rồng sấm"), mỗi Đảng đại diện cho các giá trị nhất định như "tuyên ngôn Đảng" của họ: vàng cho các giá trị truyền thống, đỏ cho phát triển kinh tế, lam cho công bằng và trách nhiệm, và lục cho môi trường. Hai Đảng giành nhiều phiếu nhất tiếp tục tham gia bầu cử vòng hai dự kiến vào ngày 28 tháng 5. Các nhà quan sát bầu cử đến từ Liên Hợp Quốc và từ Ấn Độ.
Kết quả vòng đầu cho thấy Đảng Druk nhận được một đa số phiếu bầu.
| Đảng                        | Phiếu   | %     |
| --------------------------- | ------- | ----- |
| Đảng Druk Vàng              | 55.263  | 44,30 |
| Đảng Druk Đỏ                | 25.423  | 20,38 |
| Đảng Druk Lam               | 25.295  | 20,28 |
| Đảng Druk Lục               | 18.766  | 15,04 |
| Tổng                        | 124.747 | 100   |
| Cử tri đăng ký/tỷ lệ đi bầu | 283.506 | 44,00 |

Hai chính Đảng đứng đầu là Đảng Druk Vàng và Đảng Druk Đỏ, đề cử ngẫu nhiên các học sinh trung học làm các ứng cử viên tại 47 khu vực bầu cử trong vòng hai vào ngày 28 tháng 5 năm 2007. Đảng Druk chiến thắng tại 46 trong 47 khu vực bầu cử. Tỷ lệ bỏ phiếu trong vòng hai là 66%.
283.506 đăng ký bầu cử, mặc dù có thể có tổng cộng 400.000 đủ điều kiện đăng ký làm cử tri.

## Lịch trình
Thủ tục bầu cử bắt đầu với việc hai chính Đảng tham gia tranh cử nộp đơn tham gia, danh sách ứng cử viên, bản sao tuyên ngôn tranh cử và báo cáo tài chính được kiểm tra cho Ủy ban bầu cử, tiếp theo là ban bố tuyên ngôn của Đảng vào ngày 22 tháng 1 năm 2008.
Từ ngày 31 tháng 1 đến 7 tháng 2 năm 2008, hai chính Đảng đệ trình đơn đề cử các ứng cử viên cho 47 khu vực bầu cử, Các ứng cử viên được chấp thuận bắt đầu vận động trong các khu vực bầu cử của họ từ ngày 7 tháng 2. Chiến dịch bầu cử kết thúc vào 9:00 ngày 22 tháng 3. Ngày cuối nhận phiếu bưu chính là 18 tháng 2. Bầu cử được tổ chức vào ngày 24 tháng 3 từ 09:00 đến 17:00, tiếp theo là kiểm phiếu trong cùng ngày. Kết quả được công bố vào ngày 25 tháng 3.
Toàn bộ cử tri đủ điều kiện đều được phép đăng kỷ với Ủy ban bầu cử cho đến ngày 20 tháng 2 năm 2008 để đưa tên của họ vào danh sách cử tri, danh sách được cập nhật bao gồm các cử tri đủ điều kiện-18 tuổi hoặc hơn vào hoặc trước ngày 1 tháng 1 năm 2008. Danh sách cử tri cuối cùng được công bố vào ngày 5 tháng 3 năm 2008.

## Khu vực bầu cử
The 47 khu vực bầu cử Quốc hội Bhutan là:
| Huyện            | Khu vực bầu cử                                |
| ---------------- | --------------------------------------------- |
| Bumthang         | Chhoekhor-Tang                                |
| Bumthang         | Chhume-Ura                                    |
| Chhukha          | Phuentsholing                                 |
| Chhukha          | Bongo-Chapcha                                 |
| Dagana           | Druzeygang-Tseza                              |
| Dagana           | Lhamoy Zingkha-Trashiding                     |
| Gasa             | Goenkhatoe-Laya                               |
| Gasa             | Goenkhamey-Lunana                             |
| Haa              | Bji-Katsho-Uesu                               |
| Haa              | Sombaykha                                     |
| Lhuentse         | Gangzur-Minjay                                |
| Lhuentse         | Menbi-Tshenkhar                               |
| Mongar           | Mongar                                        |
| Mongar           | Dremitse-Ngatshang                            |
| Mongar           | Kengkhar-Weringla                             |
| Paro             | Lamgong-Wangchang                             |
| Paro             | Doga-Shaba                                    |
| Pema Gatshel     | Nganglam                                      |
| Pema Gatshel     | Khar-Yurung                                   |
| Pema Gatshel     | Nanong-Shumar                                 |
| Punakha          | Lingmukha-Toewang                             |
| Punakha          | Kabji-Talo                                    |
| Samdrup Jongkhar | Deothang-Gomdar                               |
| Samdrup Jongkhar | Jomotshangkha-Martshala                       |
| Samtse           | Pagli-Samtse                                  |
| Samtse           | Sipsu                                         |
| Samtse           | Dorokha-Tading                                |
| Samtse           | Ugentse-Yoeseltse                             |
| Sarpang          | Shompangkha                                   |
| Sarpang          | Gelephu                                       |
| Thimphu          | North Thimphu Throm-Kawang-Lingshi-Naro-Soe   |
| Thimphu          | South Thimphu Throm-Chang-Dagala-Genye-Mewang |
| Trashigang       | Radhi-Sakteng                                 |
| Trashigang       | Bartsham-Shongphu                             |
| Trashigang       | Thrimshing Kanglung                           |
| Trashigang       | Kanglung-Samkhar-Uzorong                      |
| Trashigang       | Wamrong                                       |
| Trashi Yangtse   | Bumdeling-Jamkhar                             |
| Trashi Yangtse   | Khamdang-Ramjar                               |
| Trongsa          | Nubi-Tangsibji                                |
| Trongsa          | Drakteng-Langthel                             |
| Tsirang          | Pataley-Tsirangtoe                            |
| Tsirang          | Kikhorthang-Mendrelgang                       |
| Wangdue Phodrang | Nyisho-Sephu                                  |
| Wangdue Phodrang | Athang-Thedtsho                               |
| Zhemgang         | Bardo-Trong                                   |
| Zhemgang         | Panbang                                       |

## Kết quả
| Đảng                                | Phiếu   | %      | Ghế |
| ----------------------------------- | ------- | ------ | --- |
| Đảng Hòa bình và Thịnh vượng Bhutan | 169.490 | 67,04  | 45  |
| Đảng Dân chủ Nhân dân               | 83.522  | 32,96  | 2   |
| Tổng số phiếu (tỷ lệ đi bầu 79,4%)  | 253.012 | 100,00 | 47  |
| Nguồn: election-bhutan,org          |         |        |     |

Tỷ lệ đi bầu đạt gần 80% vào thời điểm kết thúc bỏ phiếu, và Đảng Hòa bình và Thịnh vượng Bhutan được tường trình là thắng 44 ghế, còn Đảng Dân chủ Nhân dân thắng ba ghế (Phuentsholing tại Chhukha, Goenkhatoe-Laya tại Gasa và Sombeykha tại Haa). Lãnh tụ của PDP là Sangay Ngedup, người cũng là chú của quốc vương, thì thất cử trong khu vực bầu cử của mình với cách biệt 380 phiếu. Theo tường trình, có một ít khác biệt giữa cương lĩnh chính trị của hai Đảng, điều này giải thích cho kết quả; các nhà phân tích lo ngại rằng việc phe đối lập có ít đại biểu có thể cản trở hoạt động của hệ thống dân chủ mới hình thành. Hai Đảng đều cam kết tuân theo chỉ đạo của quốc vương về "mưu cầu tổng thể hạnh phúc quốc dân", và lãnh tụ hai Đảng trước đó từng phục vụ trong chính phủ.
Một giải thích khác về chiến thắng tuyệt đối của BPPP là có vẻ mang tính chất bảo hoàng hơn.
Một giải thích phổ biến do người Bhutan đưa ra trước bầu cử về việc thiếu ủng hộ cho Đảng Dân chủ Nhân dân là Đảng này sẽ khuyến khích hủ bại và trái với yêu cầu của Quốc vương về việc người Bhutan thành lập một chính phủ đại chúng để bầu tầng lớp lãnh đạo có (được cho là PPP) quan hệ cá nhân mạnh mẽ với Quốc vương và giới kinh doanh Bhutan.
Do một lỗi trong kiểm phiếu tại Phuntsholing, dẫn đến kết quả cuối cùng là DPT thắng 45 ghế và PDP thắng 2 ghế.
Hai thành viên đắc cử của PDP từ chối nhận ghế và từ bỏ nhiệm vụ của họ, tuyên bố rằng các công chức vận động phi chính thức cho DPT và do đó ảnh hưởng lớn đến kết quả.
DPT chính thức bầu thủ lĩnh của họ làm thủ tướng vào ngày 5 tháng 4 năm 2008. Ông nhậm chức vào ngày 9 tháng 4.